# سنت-الیزابت-دو-وارویک، کبک
سنت-الیزابت-دو-وارویک (به فرانسوی: Sainte-Élizabeth-de-Warwick) شهری در منطقه شهری آرتاباسکا ناحیه سانتر-دو-کبک در استان کبک کانادا است. در سرشماری سال ۲۰۱۱ این شهر ۴۰۵ نفر جمعیت داشته‌است و مساحت آن ۵۰٫۵۱ کیلومتر مربع است.